# KITV
KITV es la estación de televisión afiliada a la ABC que trasmite para la ciudad de Honolulu, Hawái, en los Estados Unidos. Con sede en Honolulu y transmitiendo en el canal 4, la estación pertenece en la actualidad a Allen Media Group y opera varios satélites y repetidoras en las grandes islas del archipiélago hawaiano para retransmitir programas fuera del área metropolitana de Honolulu. Su transmisor principal está ubicado en Honolulu. Se llama a sí misma como KITV 4 Island Television. La estación también se ve a través del canal 6 para la cableoperadora Oceanic Cable en la mayor parte del estado, excepto en la mitad oriental de la isla de Hawái, donde se ve en el canal 12.

## Historia
La estación salió al aire por primera vez en 1954 como KULA-TV, y cambió su sigla a KHVH en 1959.
Uno de los primeros dueños de KITV fue Kaiser Broadcasting, la cual poseyó la estación entre 1958 y 1964; Kaiser vendió la estación en diciembre de 1964, para ayudar a financiar la nueva cadena de estaciones televisivas independientes en el área continental de Estados Unidos.
KITV adoptó su sigla actual en los años 1970 con tal de reflejar su servicio de televisión a las islas hawaianas.
Shamrock Broadcasting adquirió KITV en 1984, y luego se la vendió a Tak Communications en 1987. Tak se declaró en bancarrota en 1991, y la estación estuvo a cargo por un grupo de síndicos de quiebra. Durante la bancarrota de Tak, Freedom Communications hizo una oferta para comprar KITV, pero luego la desechó. En 1995 circularon rumores acerca de una afiliación con NBC luego de que KHON-TV -que había sido la afiliada de NBC por 43 años (1953-1996)- decidió afiliarse a Fox. Sin embargo, a finales de 1995, Argyle Television compró KITV y su estación hermana WGRZ-TV en Buffalo, Nueva York a los síndicos de quiebra de Tak. Finalmente, KITV se mantuvo con ABC, y la NBC se alió con KHNL como su nueva afiliada en 1996.
Cuando Argyle se fusionó con Hearst en 1997, KITV y sus estaciones satélite formaron parte del nuevo grupo televisivo.
KITV también ha tenido afiliaciones con CNN, la cual usó la señal en vivo de KITV para reportar el sismo grado 6.6 que sacudió a la costa noroeste del Condado de Hawái el 15 de octubre de 2006. Como KITV fue la única estación en Hawái en tener cobertura en vivo del sismo luego del evento (las otras estaciones en Honolulu continuaron con su programación normal de la mañana), también atrajo una avalancha de llamadas telefónicas y mensajes de correo electrónico de personas alrededor del mundo tratando de averiguar si sus familiares se encontraban bien
La estación ha sido también una afiliada de ABC desde su salida al aire, haciendo de KITV una de las 2 estaciones en Honolulu que nunca ha cambiado su afiliación; la otra es KGMB (afiliada a CBS).

## Island Weather Now
La estación también posee un canal de información del tiempo llamado Island Weather Now (en español: El tiempo en la isla ahora) en su subcanal digital DT-2, el cual lleva información de The AccuWeather Channel con segmentos locales conducidos por los hombres del tiempo de KITV. El canal muestra el tiempo local, una barra de noticias, y cámaras en vivo del tráfico además de programación nacional entregada por AccuWeather. Está disponible en todo el estado a través del canal digital 126 en la cableoperadora Oceanic Time Warner Cable. KHNL, la competencia de KITV, posee NBC Weather Plus en un canal subdigital, pero no posee programación especial para Hawái.
Con tal de cumplir con la órdenes de la FCC de que todas las estaciones televisivas (incluyendo subcanales digitales) deben transmitir tres horas de programación educativa e informativa por semana, KITV-DT2 emite un bloque de tres horas de Gina D's Kids Club cada sábado de 12 a 3 p. m..

## Programación
KITV ha emitido toda la programación de ABC excepto Power Rangers, el cual es parte de la programación del bloque ABC Kids. La mayoría (si no todas) de las afiliadas a ABC en manos de Hearst-Argyle Television se negaron a emitir el programa debido a su falta de contenido educativo.
Anterior a su adquisición por Hearst-Argyle, se emitía la programación de dibujos animados de los sábados en la mañana, usualmente comenzando a las 5 o 6 a. m.. Pero en la actualidad, a diferencia de la mayoría de las afiliadas a ABC, KITV no emite el bloque infantil los sábados. La estación emite en vivo la cobertura de ABC Sports o infomerciales en su lugar, debido a la diferencia de 5 horas entre el archipiélago y la hora del este. 
Comparada con las otras televisoras afiliadas a las grandes cadenas en Honolulu (KHON-TV, KFVE, KGMB, y KHNL), KITV emite una relativamente poca cantidad de programas sindicados. Los únicos programas sindicados emitidos en su estreno por KITV incluyen The Bonnie Hunt Show, The Ellen DeGeneres Show y Judge Judy. La estación también ha emitido re-transmisiones sindicadas de Seinfeld, Will & Grace, TMZ, y Law & Order: Special Victims Unit.

## Presentación de la estación y noticieros

### Títulos del noticiero
- Hawaii Newsreel (1954-1961)
- The Six O'Clock Report/The Eleven O'Clock Report (1961-1965)
- The Nightly News (1965-1975, noticiero de las 6 P.M.)
- 24 Hours (1965-1975, noticiero de las 10 P.M.)
- NewsCenter Four (1975-1983)
- Live at Five (1980-1986; noticiero de las 5 P.M.)
- KITV 4 News (1983-1986)
- News 4 (1986-1995)
- KITV 4 News (1995-2005)
- KITV 4 Island Television News (2005-present)